# John S. Wilson

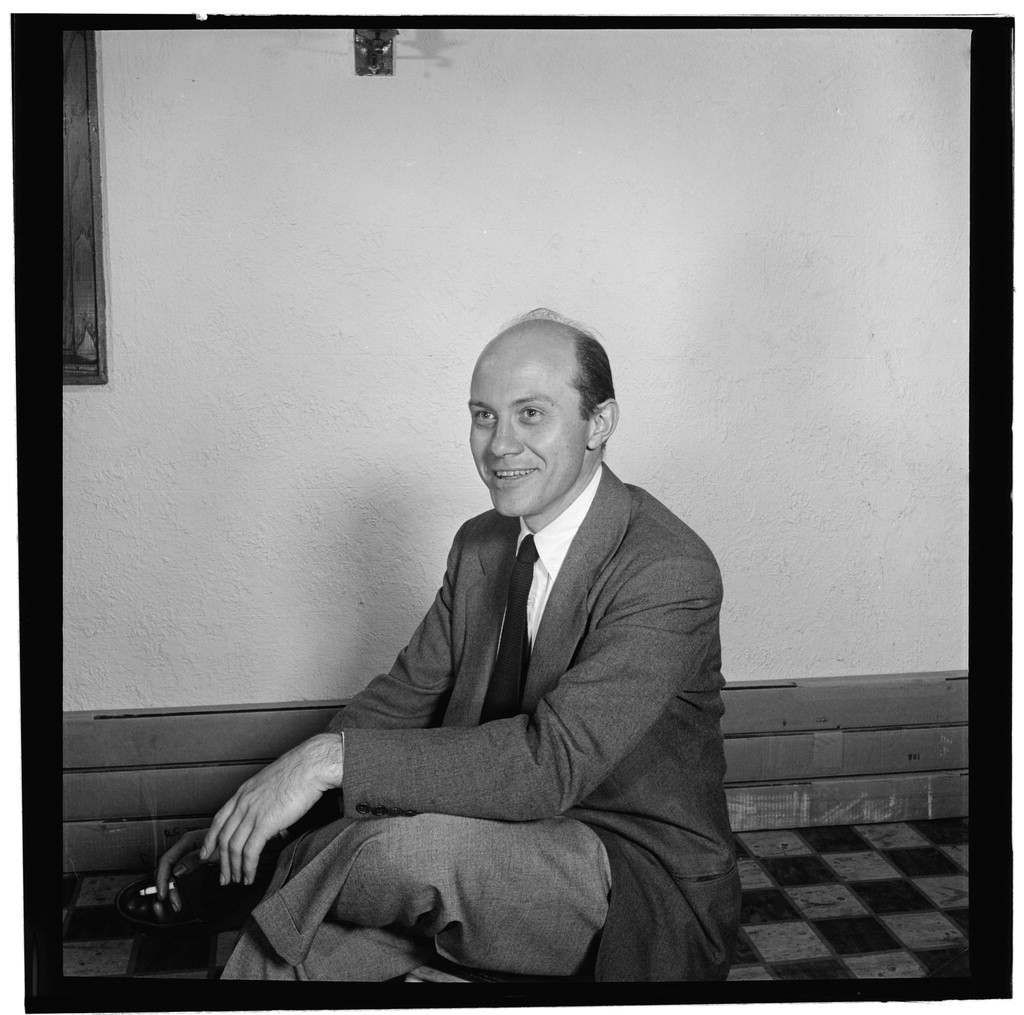
John S. Wilson (foto Williams Gottlieb)

John Steuart Wilson (Elizabeth, 6 januari 1913 – Princeton, 27 augustus 2002) was een Amerikaanse muziekcriticus en presentator van jazzprogramma's op de radio.

## Loopbaan
Wilson werkte zo'n veertig jaar voor The New York Times en was de eerste bij die krant die regelmatig over jazz en andere populaire muziek schreef, waaronder latin, folk en rock-'n-roll. Voor zijn tijd bij The New York Times werkte hij bij de krant PM en het muziekblad Down Beat. Hij schreef een aantal boeken over jazz en was vanaf 1954 tot 1993 presentator van jazzprogramma's op verschillende radiostations. Saxofonist Sonny Rollins gaf een nummer op zijn album The Bridge de titel "John S.", naar de criticus.